# Jacques Ruts

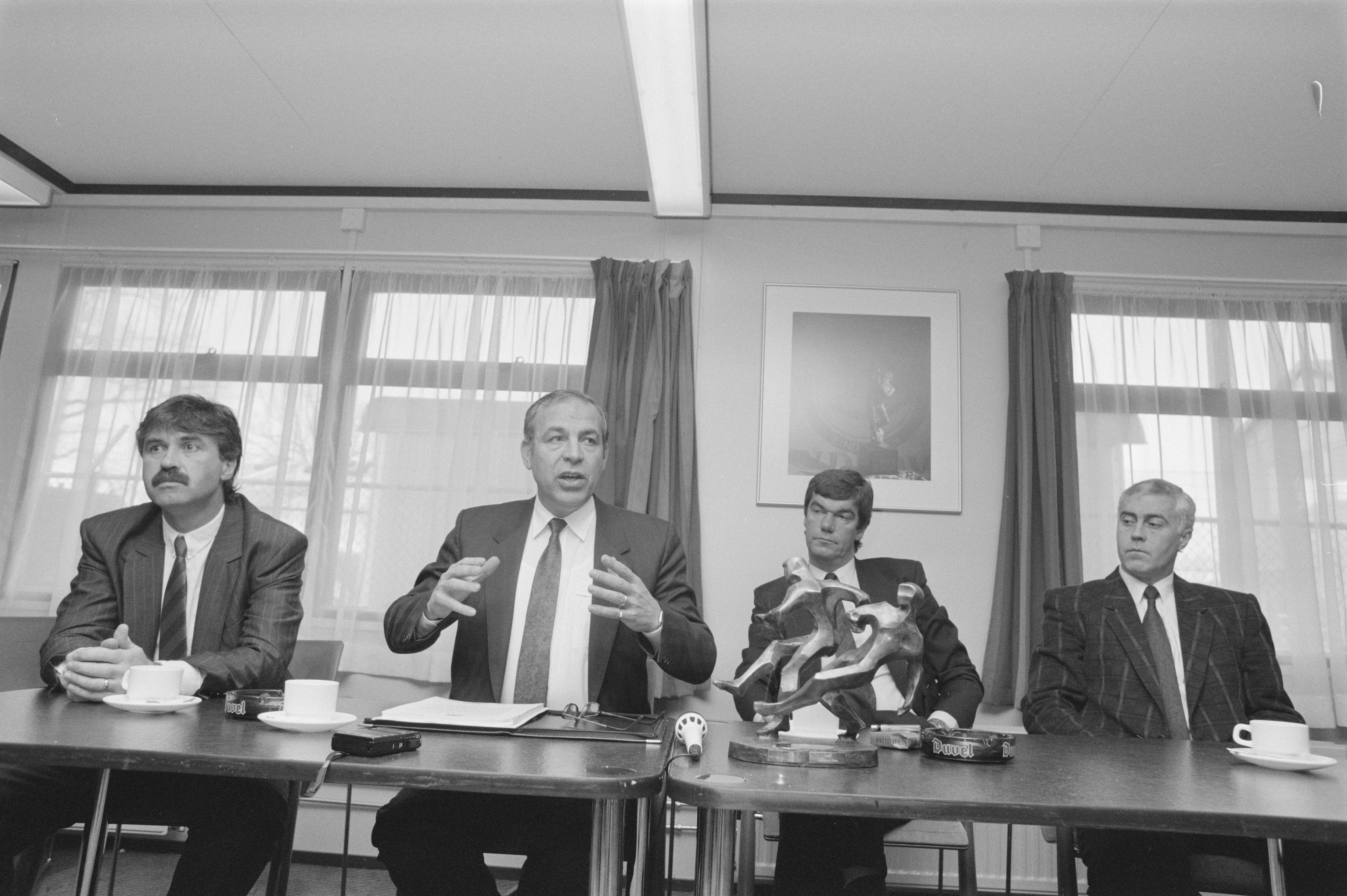
Guus Hiddink, Ruts, Kees Ploegsma en Hans Dorjee (1988)

Jacques Ruts (1933) is een voormalig voorzitter van PSV. Hij was in functie van 1983 tot 1993.
Ruts zette zich in voor een zakelijkere en commerciëlere leiding binnen PSV. Rotterdammer Ruts vond PSV te bescheiden en werkte aan een omslag in die clubcultuur. Het stadion werd verbouwd en kreeg verwarming, televisieschermen, entertainment en catering. Samen met manager Kees Ploegsma leidde hij PSV naar de Europese top. Het credo van Ploegsma en Ruts was 'liever twee toppers, dan vier subtoppers'. Enkele inkomende transfers uit de tijd van Ruts waren Ruud Gullit, Søren Lerby, Ronaldo en Romario. Met Ruts als voorzitter won PSV de Europa Cup I in 1988, zes landstitels en drie KNVB bekers. Ruts is erelid van PSV.